# 太地町立石垣記念館
太地町立石垣記念館（たいじちょうりついしがききねんかん、英: Taiji Ishigaki Memorial Hall）は、和歌山県東牟婁郡太地町にある美術館。
太地町に生まれた芸術家・石垣栄太郎の油彩、デッサン等の作品や愛用品を収蔵する。栄太郎の死後、妻で評論家の石垣綾子が私財を投じて開設し、2002年（平成14年）に太地町へ寄贈した。

## 過去の主な企画展
- 特別展「海を越える太地」2014年2月 - 3月[4][5]

## 営業
- 営業時間 - 9:00〜16:30
- 休館日 - 年末（12月31日）